# 白羊寺駅
白羊寺駅（ペギャンサえき）は、大韓民国全羅南道長城郡にある韓国鉄道公社（KORAIL）の駅である。

## 利用可能な路線
- 韓国鉄道公社
  - 湖南線

## 駅構造
- 島式ホーム2面4線の地上駅。

## 歴史
- 1914年1月11日 - 四街里駅として開業[1]。
- 1967年1月20日 - 白羊寺駅に改称[2]

## 隣の駅
韓国鉄道公社
湖南線
井邑駅 - (川原駅) - (蘆嶺駅) - 白羊寺駅 - (安平駅) - 長城駅